# Батальон «Шаман»
Батальон «Шаман» — подразделение специального назначения ГУР МО.
Бойцы отряда отличаются навыками в дайвинге, парашютном спорте и альпинизме.

## История создания
Батальон создан 23 февраля 2022 года.
Командир, а также некоторые другие бойцы батальона «Шаман» принимали участие в войне в Донбассе.

## Символика подразделения
Шеврон подразделения («Ghost») создан по мотивам игры «Call of duty» — «Зов Чести».
«В игре Call of duty четко показано, как люди, ломая все стереотипы, идут против правил, против всех и всего. Чтобы победить и наказать зло, которое наполняет этот мир.

Мы свято верим, что после пребывания в нашем подразделении ты попадаешь в Божье войско, потому что выше уже некуда и потому Господь забирает лучших из нас к себе на службу. Назовите это КМБ перед войском Судного дня, поэтому этот шеврон и носят на левой руке – близко к сердцу. Потому что Честь и Верность – главные качества, которые мы всегда соблюдаем»Один из бойцов подразделения, https://1news.com.ua/podii/za-poklykom-chesti-spetspidrozdil-gur-mo-ukrayiny-shamanbat-pidrozdil-golov.html

## Состав
Численность подразделения в один батальон.

## Вооружение и военная техника
- Sikorsky UH-60 Black Hawk;
- АТ-4;
- Mavic;
- Autel;
- РПГ-7;
- РШГ-2;
- NLAW;
- M-240.

## Деятельность
Миссия батальона «Шаман» — уничтожение инфраструктуры, которая жизненно важна для боевых действий Кремля. Для этого было сделано несколько тайных рейдов на территорию России. Элитные украинские спецназовцы проводили рейды в глубоком тылу армии РФ, в том числе на территории России.

Среди задач батальона также координация менее опытной пехоты, проведение тренировок для новобранцев, делая особый акцент на тактических технологиях.
Батальон «Шаман» не является стандартным подразделением. Это симбиоз опыта и мотивации, и я считаю, что это причина, почему через некоторое время будет много историй в книгах или даже в фильмах.Сидней, https://www.thedrive.com/the-war-zone/meet-the-shadowy-ukrainian-unit-that-sabotages-targets-inside-russia

## Участие в боевых действиях
Бойцы батальона «встречали» русских спецназовцев на аэродроме «Антонов» в Гостомеле.
Первые бои были в гражданских кроссовках, куртке, шапке. […]
Собралась моя группа - люди, которые когда-то служили и вернулись. В бои вкатились сразу. Никакого слаживания, конечно, не было. Оружие проверяли на перекурах между боями. Было весело.Анонимный боец батальона, 
В Главном управлении разведки Министерства обороны Украины (ГУР МО) сообщили, что подразделения спецназначения и местного сопротивления уничтожили в Гостомеле 20 российских БМД (вероятно, БМД-3 и/или БМД-4). Десять БМД были уничтожены в 18:30 (6:30 вечера) у городского стеклозавода.
Бой на Гостомельском стеклозаводе – это работа не только моего подразделения. Там были ребята из других подразделений, в том числе ССО, и за это им большое спасибо. Вот наша кооперация – гремучая смесь. Было жестокое побоище. Если бы не гражданские, которые перед этим во время минометных обстрелов были ранены и убиты, может быть, мы бы и пленных взяли. Но они заехали на своих БМД на блокпост, и желания брать пленных не было ни у кого. Противник надеялся на силу своего оружия и на полном ходу решил штурмовать импровизированный блокпост. Они не знали, что нам пришла в голову идея — на перекресток выйти силами, которые там были. Скорее всего они подумали, что там стоят неподготовленные войска.

Но неподготовленные не значит не мотивированные. Ребята из терробороны делают на энтузиазме такие вещи, что многим специалистам и не снилось.Шаман, 
Через несколько дней в помощь «Шаману» прибыл иностранный легион Главного управления разведки.
2 марта 2022 года бойцы батальона «Шаман» помогали с эвакуацией в Буче.
Бойцы батальона также совершили несколько успешных диверсионных операций в Ирпене.
С 5 марта по 21 марта 2022 года батальон участвовал в битве за Мощун. В Мощуне было 5 стрелковых боев. Дистанция — от 20 до 70 метров. Бойцы «Шамана» были в авангарде 72-й бригады.
Участвовали во всех важных битвах в районе столицы и вытесняли россиян, когда те бежали в Беларусь через Чернобыльскую зону отчуждения. Также батальон помешал русским войскам форсировать реку Ирпень, что открыло им возможность удара по Киеву.
После отступления русских войск от Киева бойцы «Шамана» преследовали их и наносили удары с тыла, пока они не пересекли границу с Беларусью.
8 мая 2022 года спецназовцы участвовали в десантировании с вертолётов и боевых действиях на острове Змеиный.
Было несколько попыток высадки, и противник плюс-минус понимал, что мы хотим это сделать, но самой высадки и атаки не ожидал. Мы еще и там порядочно их уничтожили… Самым сложным является принятие решения. Я это называю – «договориться с самим собой» разными видами аргументов… На тот период аргументов было минимум. Все понимали, что это сложная операция, но никто не мог дать заднюю, потому что не нашлось того, кто скажет, нет. И все.Шаман, https://armyinform.com.ua/2023/03/17/bytva-za-ostriv-zmiyinyj-more-vidbuvsya-pokaz-drugogo-filmu-dokumentalnoyi-trylogiyi/
Но у берегов Одессы в устье Дуная российским истребителем Су-30 был сбит морской вертолёт Ми-14, в котором, в частности, погиб заместитель командующего ВМС ВСУ полковник Игорь Бедзай.
В октябре 2022 бойцы «Шамана» вместе с полком «Кракен» и Украинским иностранным легионом на 30 катерах принимали участие в попытке освобождения Запорожской АЭС.
В декабре 2022 — марте 2023 подразделение «Шаман» участвовало в боях за Бахмут (сообщение с официального сайта ГУР, обращение Президента от 4 января, обращение Президента от 13 января, обращение Президента от 10 марта).